# Sven Pettersson (målare)
Sven Gustav Pettersson, född 27 mars 1900 i Torsåkers församling i Gävleborgs län, död 21 december 1987 i Ovansjö församling i Gävleborgs län, var en svensk brukstjänsteman och målare.
Han var far till Olle Lindgren. Pettersson var huvudsakligen autodidakt som konstnär men fick viss vägledning från bekanta konstnärer och genom självstudier under resor till Norge och Danmark. Han medverkade i Gävleborgs läns konstförenings utställningar på Gävle museum samt i Målargruppens utställning i Sandviken. Hans konst består av stilleben och landskapsmåleri.